# حدیث ولایت
حدیث ولایت نام روایتی است از پیامبر اسلام که در منابع اهل سنت و شیعه نقل شده است و شیعیان آن را یکی از ادله اثبات امامت علی بن ابی طالب می‌دانند. این یک حدیث است و با آیه ولایت (انما ولیکم الله و رسوله و الذین آمنوا الذین یقیمون الصلاه ...) فرق می‌کند. اعتبار سند و صدور روایت نزد فریقین قطعی است و عده نادری از علمای مشهور اسلامی در آن تشکیک کرده اند.

## متن روایت
این روایت با متون مختلفی در منابع اسلامی نقل شده است که برخی از آن ها به این شرح است: «ان علیاً ولیکم بعدی»، «علی ولی کل مؤمن بعدی»، «انک ولی المومنین من بعدی»؛ لکن اتحاد معنایی دارند و همگی معنای واحدی را می‌رسانند. منابع این روایت از معتبر ترین منابع روایی است.